# Vrh pri Trebelnem
Vrh pri Trebelnem este o localitate din comuna Mokronog - Trebelno, Slovenia, cu o populație de 27 de locuitori.